# عبد الله أباد (جهاد آباد كرمان)
عبد الله أباد هي قرية تقع في إيران في البلدة المركزية. يقدر عدد سكانها بـ 148 نسمة .